# Chryseuscelus sexmaculatus
Chryseuscelus sexmaculatus is een keversoort uit de familie bladrolkevers (Attelabidae). De wetenschappelijke naam van de soort werd in 1876 gepubliceerd door Louis Alexandre Auguste Chevrolat.